# Церковь Рождества Пресвятой Богородицы (Новоселка)
Церковь Рождества Пресвятой Богородицы находится в селе Новоселка, Ивано-Франковского района. Одна из самых древних церквей Тлумацкого района

## История
Является первой в истории села, построена в 1729 году. Впервые указана на карте в 1783 году. Возможным автором проекта выступил автор проекта в селе Нижнев Григорий Мельник. Церковь была филиалом парафии в селе Петрилов. 
Церковь отремонтировали в 1872 году.  Из неизвестных причин местные люди подали дату ремонта как дату основания. Алтарь направлен к юго-востоку.
Настоятель: Евстафий Гасяк 